# Bíborsapkás törpelóri
A bíborsapkás törpelóri (Parvipsitta porphyrocephala), korábban bíborfejű lóri, a madarak osztályába, a papagájalakúak (Psittaciformes) rendjébe és a szakállaspapagáj-félék (Psittaculidae) családjába, azon belül a lóriformák (Loriinae) alcsaládjába tartozó faj.

## Előfordulása
Ausztrália délnyugati és délkeleti részén honos.

## Megjelenése
Testhossza 16 centiméter, testtömege 45 gramm.
|  |

## Életmódja
Kisebb csapatokban keresgéli virágporból, nektárból, gyümölcsből és rovarokból álló táplálékát.

## Szaporodása
Fészekalja 3-4 tojásból áll.